# Rolf Hachmann
Rolf Hachmann, né le 19 juin 1917 à Hambourg et mort le 5 juin 2014 à Sarrebruck, est un archéologue allemand, spécialiste de la Préhistoire et la Protohistoire